# إميليا (مغنية)
إميليا (بالبلغارية: Емилия)‏ هي مغنية بلغارية، ولدت في 21 مارس 1982 في فيليكو ترنوفو في بلغاريا.